# Raymond Serré
Raymond Serré (23 februari 1954) is een Nederlandse journalist die als  eindredacteur en nieuwslezer bij de NOS werkzaam was; op 28 februari 2017 om 15:00h las hij zijn laatste journaal op NPO Radio 1. Hij was eindredacteur op de 24-uursredactie en coach van nieuwslezers.

## Loopbaan
In het TROS televisieprogramma Love Letters van Linda de Mol trad hij van 1999 tot 2004 op als ambtenaar van de burgerlijke stand. Aan het eind van de uitzending werden de finalisten live in de echt verbonden. Hij heeft in Hilversum en tal van andere plaatsen in Nederland meer dan 1800 huwelijken gesloten. Hij was begin jaren 80 drie jaar geschiedenisleraar aan het Nieuwe Lyceum in Hilversum en kwam in 1982 bij de Radionieuwsdienst van het ANP. Hij is getrouwd en woont in Hilversum.
In 2017 schrijft hij het boek De Waan van de Dag, waarin hij zich kritisch uitlaat over het zogenaamde serieuze en gezaghebbende nieuws op de snelle media, radio-tv en internet. Hij neemt nadrukkelijk afstand van journalisten die het publiek willen overtuigen dat het slecht gaat met de wereld en de mensheid. In 2019 komt zijn boek Wat is daarop jouw antwoord?  uit, waarin hij zijn belevenissen als trouwambtenaar beschrijft. 